# Parinari papuana
Parinari papuana är en tvåhjärtbladig växtart som beskrevs av Cyril Tenison White. Parinari papuana ingår i släktet Parinari och familjen Chrysobalanaceae. Inga underarter finns listade i Catalogue of Life.